# 内務
内務（ないむ）とは、軍隊用語で、日常生活に関する室内での仕事。または、国家レベルでは地方行政や国内の治安、出入国管理などの内政を担当する業務、あるいは、職務のこと。

## 概説
企業において行われる内務は、単に「内務」や「管理職」等と呼ばれ、企業統治の仕事を指す。一方、国家や地方自治に関る内務は、「公務」や「内務」と呼ばれ、単に「行政」とも呼ばれる。日本では2001年の中央省庁再編で総務省が発足したこともあって、企業の部署名では「総務」の語に置き換えられつつある。ただし、単に「内務」と言った場合は、日本国内の内政（内務）を指す用法で使われる場合が多く、内務省の所管であった農業政策などを含み、「内務」は「総務」より比較的広い範囲を指すニュアンスで使われる。

## 英訳
英訳する際には「Interior」（対義語はExteriorまたはForeign affairs、つまり外務）や「Home Affairs」などの語が使われるが、前述の通り、日本国内では、「総務」（「General affairs」など）に置き換えられつつある。

## 国家の内務
世界各国の内務省の役割は、国家の行政政策上、千差万別であり、また多岐にわたる。
主には、
- 地方行政
- 治安の維持
- 出入国管理
- 情報統制（有線通信・無線通信・放送、著作物、言論）の所管であることも特徴

旧ソビエト連邦諸国のように独自の国内軍（内務省軍）を保有する場合もある。

### 日本の近代地方自治史
明治政府は、欧米列強に追い付くために、天皇を中心とする強力な中央集権国家体制を築いた。内乱の続いていた地方の統治も明治政府の課題であり、内務省を中心にして強力に地方を統治した。
- 明治憲法には地方自治に関する規定はない
- 県令（知事のこと）は天皇の任命による国の官吏
- 市長は議会で選任され、天皇の承認を経て任命
- 町村長も議会で選出されたあと知事の認可を必要

また、県令の圧政に対する不満から自由民権運動の激化により、福島事件、秩父事件、加波山事件、高田事件などが起き、弾圧が行われた
内務省は、讒謗律、新聞紙条例、出版法、新聞紙法、映画法、治安維持法などに基づき、内部部局である警保局図書課において、ガリ版刷りの同人誌や学校の同窓会誌、村の青年会誌にいたるまで検閲（日本における検閲参照）して、反社会的活動や共産主義、反君主制思想などを取り締まった。また著作権登録の業務も所管した
大正、昭和初期の時代では、軍国主義の台頭により、地方はまさに国家の一部として振る舞うことが要請され、特に共産主義に対して特別高等警察による言論弾圧などが行われた
第二次世界大戦の敗戦後、日本国憲法は、初めて地方自治に関する規定を設け、日本の地方自治は民主化の時代に入る。ただし、国と地方の関係は対等な関係ではなく、「上下・主従」関係にあるとされたままであった。
2000年4月から施行された地方分権一括法により、機関委任事務が廃止され、新たに法定受託事務と自治事務に変更されたが、現在も、地方交付税交付金や箇所付け、許認可などを握っている国（総務省・国土交通省・農林水産省など）が、地方に対して優位な立場にある。

## 企業の内務
企業内の内務部門の仕事は、およそ総務と同じであるが、組織「全体」に関する事務を扱う業務、あるいは、職務のこと。
近年、内部統制という概念が企業経営で、注目されている。
その他、求人募集広告には下記のような、募集要項が載ることが多い。
- PC操作、書類確認・整理、電話応対、資料作成

### 職種としての内務
今日、日本国内の企業において「一般事務」に関する事務を担当する人の職種は「総務」または「一般事務職」と呼ばれる。
新入社員の求人募集広告などには「一般職」「総合職」、「総合職募集」などの用法が見られるが、これらは、入社後に営業部門など適性に応じて様々な部門に配属され得るため、意味が異なる。

### 朱子学・陽明学
朱子学は江戸時代に入り林羅山によって「上下定分の理」やその名分論が武家政治の基礎理念として再興され、江戸幕府の正学とされ、幕府の行政政策決定上の極めて重要な学問であった。朱子学の思想は、近代日本にも強い影響を与え、1890年（明治23年）『教育勅語』にもその思想が採用されている。一方、陽明学は王陽明の意図に反して反体制的な理論が生まれたため、体制に反発する者が好んで提唱した。

### 経営管理論・マネジメントとの関係
行政は組織・団体の管理が重要であることから、経営管理論が持て囃される、経営管理論とは組織・団体の管理についての実践的な技法（経営管理）の確立を目指す学問であり、経営学を構成する分野の一つである。20世紀初頭、アメリカの技術者フレデリック・テイラーが「科学的管理法」を、フランスの経営者アンリ・ファヨールが「管理過程論」の原型をそれぞれ発表、経営管理の研究が始まった。 一方、ドイツの社会学者マックス・ヴェーバーは、組織の支配形態を分析。又メイヨー、レスリスバーガーによるホーソン実験や、マズローの欲求段階説（自己実現理論）、マクレガーのXY理論、バーナードの提唱したシステムズ・アプローチ、サイモンの意思決定論なども、公務員試験に頻出される。またピーター・ドラッカーはナチスドイツの全体主義による自らの被迫害経験から、著書『マネジメント』で、従来の全体主義的な組織の手法を改め、自律した組織を論じた。

### コーポレートガバナンスとの関係
1960年代のアメリカにおいて企業の非倫理的行動や非人道的行動を抑止すべきであるという観点からコーポレート・ガバナンス(英：corporate governance)が注目されるようになり 、企業にも「公共」の責任が求められるようになる。粉飾決算や内部取引などの事件が発覚し、投資家の観点から見た経営問題も問われるようになった。

### アドミニストレーション学
日本に置いては、独自に学問的研究もなされており、総務省組織令第126条、第127条に基づき、総務省下に施設等機関として自治大学校が設置され地方公務員に対する高度の研修を行う。
また、大学教育では、公務員を目指す学生向けに、自治行政学科を設ける大学もある。
手島孝 氏(熊本県立大学学長)が、行政学と経営学を統合する「アドミニストレーション学」を提唱し、同大学の大学院では、アドミニストレーション研究科が存在する。

## 行政
国家レベルでは、一般に「内務省」（「自治省」または「総務省」）という名称の省が置かれている。
日本では、第二次世界大戦の敗戦まで内務省が地方行財政と警察行政を所管するなど、強い行政権限を誇り、官僚機構の中枢として各省庁にも影響を及ぼしたが、連合国軍最高司令官総司令部（GHQ）によって、1947年に同省は解体・廃止され、現在の総務省、警察庁、国土交通省、厚生労働省、公安調査庁、文化庁が、旧内務省の流れを汲んでいる。